# Кубок Лаги
Кубок Лаги (итал. Coppa dei Laghi) — шоссейная однодневная велогонка, прошедшая по территории Италии в 2006 году.

## История
Гонка прошла единственный раз в конце марта 2006 года в рамках в Женского мирового шоссейного календаря UCI. Она заменила собой в календаре отменённую в начале года другую итальянскую однодневку Примаверу Роза.
Маршрут гонки проходил в провинции Брешиа области Ломбардия. Старт был в Сало, а финиш в Идро, расположенных соответственно на берегах озёр Гарда и Идро, и включал подъём в Лодрино. Протяжённость дистанции составила 105 км.
Победу одержала итальянка Мония Баккаилле.

## Призёры
| Год  | Победитель      | Второй       | Третий              |
| ---- | --------------- | ------------ | ------------------- |
| 2006 | Мония Баккаилле | Диана Жилюте | Светлана Бубненкова |